# Ture Axelsson (Natt och Dag)
Ture Axelsson (Natt och Dag), död 1626 i Otterstads församling, var en svensk ämbetsman.

## Biografi
Ture Axelsson (Natt och Dag) var son till häradshövdingen Axel Johansson (Natt och Dag) i Östra härad och Ingel Bonde. Han disputerade 1614 vid Tübingens universitet och blev 7 mars 1616 student vid Leidens universitet. Ture Axelsson blev 1 oktober 1624 assessor i Svea hovrätt. Han avled 1626 på Traneberg i Otterstads församling och begravdes i Senäte kyrka, där även hans fru gravsattes.
Axel Turesson ägde gården Traneberg i Otterstads socken.

### Familj
Axel Turesson gifte sig 1620 med Ebba Posse. Hon var dotter till hovjunkaren Axel Knutsson Posse och friherrinnan Märta Oxenstierna. De fick tillsammans barnen landshövdingen Axel Turesson (Natt och Dag) (1621–1647) i Stockholms län, kommendanten Erik Turesson (Dag och Natt) i Plauen, amiralitetskaptenen Ture Turesson (Natt och Dag) (1626–1660) och Märta Turesdotter (Natt och Dag).